# Eugnosta pamirana
Eugnosta pamirana es una especie de polilla de la tribu Cochylini, familia Tortricidae.
Fue descrita científicamente por Obraztsov en 1943.

## Distribución
Se encuentra en Tayikistán y Afganistán.